# 蔡佩玲
蔡佩玲（1987年3月8日—），台灣女子羽球選手，畢業於臺北市立大學競技運動訓練研究所

## 簡歷
2008年，蔡佩玲和楊佳臻在美國羽毛球公開賽的女子雙打項目決賽中，敗於隊友張馨云/洪思婕，屈居亞軍 。
2013年7月，蔡佩玲代表中華台北出戰俄羅斯喀山舉行的世界大學生運動會羽毛球比賽，贏得混合團體銅牌。
2013年8月，蔡佩玲參加中國廣州舉行的世界羽毛球錦標賽，與姜凱心出戰女子雙打項目，在首圈就以0比2（21-23、14-21）負於英格蘭的凯特·罗伯特肖/希瑟·奥利弗出局。

## 主要比賽成績
只列出曾進入準決賽的國際賽事成績：
| 年份   | 賽事                     | 公開賽級別 | 項目     | 搭檔   | 成績   |
| ------ | ------------------------ | ---------- | -------- | ------ | ------ |
| 2007年 | 越南羽毛球大獎賽         | 大獎賽     | 女子雙打 | 楊佳臻 | 準決賽 |
| 2007年 | 馬來西亞羽毛球國際挑戰賽 | 國際挑戰賽 | 女子雙打 | 楊佳臻 | 準決賽 |
| 2008年 | 美國羽毛球大獎賽         | 大獎賽     | 女子雙打 | 楊佳臻 | 亞軍   |
| 2010年 | 高雄羽球國際挑戰賽       | 國際挑戰賽 | 女子雙打 | 周佳琦 | 冠軍   |
| 2011年 | 越南羽毛球大獎賽         | 大獎賽     | 女子雙打 | 姜凱心 | 準決賽 |
| 2013年 | 世界大學運動會羽毛球比賽 | 其他       | 混合團體 | －     | 铜牌   |
| 2013年 | 東亞運動會羽毛球比賽     | 其他       | 女子團體 | －     | 銀牌   |

| 2007-2017年 | 首要超級賽 | 超級賽 | 黃金大獎賽 | 大獎賽 | 國際挑戰賽 | 國際系列賽 | 未來系列賽 | 其他 |

### 奧運會和世錦賽參賽紀錄
|          | 搭檔   | 2013 |
| -------- | ------ | ---- |
| 女子雙打 | 姜凱心 | 48強 |